# Dorothea Erxleben
Dorothea Christiane Leporin conocida también como Dorothea Erxleben (Quedlinburg, 13 de noviembre de 1715-Quedlinburg, 13 de junio de 1762) fue una médica alemana; célebre por haber sido la primera mujer en obtener un doctorado en medicina en Alemania, en la Universidad de Halle en 1754. 

## Trayectoria
Fue instruida en medicina por su padre a temprana edad. La científica italiana Laura Bassi profesora universitaria, la inspiró a luchar por su derecho a practicar la medicina.
En 1742 publicó un Tratado argumentando que la mujer debía poder acceder a la universidad. Después de ser admitida para el estudio por una Dispensa de Federico el Grande, Erxleben recibió su M.D. de la Universidad de Halle en 1754. Erxleben analizó los obstáculos que impiden a la mujer estudiar: ser ama de casa y la familia.
Su hijo fue el naturalista Johann Christian Erxleben (1744-1777).